# Obemannad undervattensfarkost
Obemannad undervattensfarkost eller unmanned underwater vehicle (UUV) eller undervattensdrönare är undervattensfarkoster utan mänsklig bemanning. Obemannad undervattensfarkost kan fjärrstyras trådlöst eller med kablar (fjärrstyrda undervattensfarkoster, ROV), eller vara helt autonoma (autonoma undervattensfarkoster, AUV).